# Qalb Tounes
Qalb Tounes (Arabisch: قلب تونس , Frans: Au cœur de la Tunisie, Nederlands: Hart van Tunesië) voorheen Tunesische partij voor sociale vrede is een populistische politieke partij in Tunesië. Na de oprichting in juni 2019  door advocate Houda Knani voormalig lid van de Vrije Patriottische Unie won de partij 14,49% van de stemmen in de parlementsverkiezingen van 6 oktober 2019 en werd daarmee de tweede grootste partij van het land. Het belangrijke thema voor de partij in hun partijprogramma is armoedebestrijding.